# Castelândia
Castelândia este un oraș în Goiás (GO), Brazilia.